# Pietro Accolti
Pietro Accolti conegut com "el Cardenal d'Ancona" (Florència, 15 de març de 1455 - Roma, 12 de desembre de 1532), fou un eclesiàstic italià.
Lector de dret canònic a la universitat de Pisa i a la de Bolonya, Auditor del tribunal de la Rota (1484), secretari apostòlic (1503), bisbe d'Ancona i Numama el 4 d'abril de 1505, va renunciar en favor del seu nebot Francesco Accolti el 6 d'agost de 1514, vicari general de Roma (1510) Nunci apostòlic a Florència (1511), Cardenal (10 de març del 1511), Cardenal bisbe de la Diòcesi Suburbicària d'Albano (8 de desembre de 1523 al 20 de maig de 1524), de la Diòcesi Suburbicària de Palestrina (20 de maig de 1524 al 15 de juny de 1524) i de la Diòcesi Suburbicària de Sabina des del 15 de juny de 1524, administrador apostòlic de la diòcesi de Cadica (6 de juny de 1511 al 24 de juliol de 1521, renuncia en favor del seu nebot Benedetto Accolti), administrador apostòlic de la Diòcesi de Maillezais del 1511 al 10 de març del 1518, Prebost comendatari de San Marco di Chiasso (1513 al 1514), Prior comendatari de Rovan (1514), legat pontifici a Latere (1514), Prebost comendatari de Sant’Abbondio di Cremona (1515), administrador apostòlic de la diòcesi d'Arràs (10 de març del 1518 al 10 d'abril del 1523, renuncià), administrador apostòlic de l'arxidiòcesi de Ravenna del 25 de juny de 1524 al 17 d'agost del 1524 (renuncia a favor del nebot Benedetto Accolti), administrador apostòlic de la diòcesi de Cremona del 18 d'agost de 1524 al 1528 (renuncia a favor del nebot Benedetto), autor de la cèlebre Bule Exurge Dominus que condemnava com herètiques les idees de Martí Luter publicada el 15 de juny de 1520.